# Hypoptopoma muzuspi
Hypoptopoma muzuspi é uma espécie de peixe, que foi descrita pela primeira vez por Aquino e Schaefer, em 2010. Hypoptopoma muzuspi pertence ao gênero Hypoptopoma e à família dos cascudos.